# Österreichische Alpine Skimeisterschaften 1930
Die Österreichischen Alpinen Skimeisterschaften 1930 fanden am 9. März in Radstadt statt. Ausgetragen wurde ein Abfahrtsrennen der Damen; Herrentitel in alpinen Wettbewerben wurden noch nicht vergeben.

## Damen

### Abfahrt
| Platz | Name            | Zeit       |
| ----- | --------------- | ---------- |
| 01    | Emmy Ripper     | 7:22,0 min |
| 02    | Terry Kuhnert   | 7:50,3 min |
| 03    | Erika Mayer     | 8:11,2 min |
| 04    | Annemarie Kopp  | ?          |
| 05    | Elsa Pfanl      | ?          |
| 06    | Käthe Lettner   | ?          |
| 07    | Inge Mayer      | ?          |
| 08    | Gisl Zamponi    | ?          |
| 09    | Gerda Eisbacher | ?          |
| 10    | Elli Toller     | ?          |

Datum: 9. März 1930

Ort: Radstadt

Streckenlänge: 1,5 km

Höhendifferenz: 200 m
Die Strecke wurde von den 20 Teilnehmerinnen zweimal gefahren. Inge Lantschner, die mit der Bestzeit von 6:04,5 Minuten ins Ziel kam, und die zweitschnellste Gerda Paumgarten wurden wegen Nichteinhaltung der vorgeschriebenen Strecke disqualifiziert.